# Maddalena Patrizi Gondi
Maddalena Patrizi Gondi, född 1866, död 1945, var en italiensk katolsk aktivist. 
Under första världskriget vann hon uppskattning för sitt engagemang i sjukvården av sårade soldater. 
Hon var ordförande för Unione Femminile Cattolica Italiana (UFCI) från 1917 till 1934. 
Som ordförande expanderade hon UFCI till en massorganisation och stödde kvinnors yrkesarbete på villkor att det inte underminerade mannens överhöghet.